# 省部级正职
省部级正职，通称“正部级”、“正省级”，是中华人民共和国公务员体系中第三高的干部级别，对应级别为八级至四级。在省部级正职这一级别无对应非领导职务，事业单位对应为管理一级职员。
在中央和国家机关，正部级公务员主要包括部分中共中央直属机构、部分国务院行政机构、全国人大的专门委员会、全国人大常委会的办事机构和部分工作机构、全国政协的工作机构和专门委员会的正职领导，以及中央纪委国家监委副职、最高人民法院常务副院长、最高人民检察院常务副检察长。在地方，省委书记、省人大常委会主任、省政府省长、省政协主席；自治区党委书记、自治区人大常委会主任、自治区政府主席、自治区政协主席；直辖市市委书记、直辖市人大常委会主任、直辖市市长、直辖市政协主席均属于正省级。

## 相应职级、衔级、等级

### 公务员、事业单位工作人员、军队文职人员
| 公务员 | 公务员    | 公务员   | 公务员       | 公务员       | 公务员       | 公务员            | 公务员            | 事业单位 工作人员 | 军队 文职 人员 | 对应 领导职务 层次 |
| 职级   | 衔级      | 衔级     | 衔级         | 单独职务序列 | 单独职务序列 | 其他类型 职务等级 | 其他类型 职务等级 | 岗位级别          | 岗位级别       | 对应 领导职务 层次 |
| 职级   | 人民 警察 | 海关     | 消防 国家队  | 人民法院     | 人民检察院   | 监察机关          | 海事机构          | 岗位级别          | 岗位级别       | 对应 领导职务 层次 |
| 职级   | 警衔      | 关衔     | 消防救援衔   | 法官 等级    | 检察官 等级  | 监察官 等级       | 海事职务 等级     | 管理岗            | 管理岗位       | 对应 领导职务 层次 |
| ------ | --------- | -------- | ------------ | ------------ | ------------ | ----------------- | ----------------- | ----------------- | -------------- | ------------------ |
| 未设置 | 总警监    | 海关总监 | 消防救援总监 | 无对应关系   | 无对应关系   | 一级副总监察官    | 未设置            | 一级职员          | 未设置         | 省部级正职         |

1. ↑  综合管理类公务员（含消防救援队伍管理指挥干部）职级、专业技术类公务员（含人民警察专业技术警员）职级、行政执法类公务员（含人民警察执法勤务警员）职级、审判（检察）辅助人员（含法官助理、检察官助理、书记员）职级，均未在省部级正职层次设置对应职级。
2. ↑  惯例上，中华人民共和国最高人民法院常务副院长（正部长级）、中国人民解放军军事法院院长（正军职）授予一级大法官等级。
3. ↑  惯例上，中华人民共和国最高人民检察院常务副检察长（正部长级）、中国人民解放军军事检察院检察长（正军职）授予一级大检察官等级。

### 现役军人
| 解放军军衔 | 解放军军衔 | 解放军军衔 | 解放军军衔 | 武警部队警衔 | 对应 军事级别 |
| 陆军       | 海军       | 空军       | 火箭军     | 武警部队警衔 | 对应 军事级别 |
| ---------- | ---------- | ---------- | ---------- | ------------ | ------------- |
| 陆军上将   | 海军上将   | 空军上将   | 火箭军上将 | 武警上将     | 正战区职      |

## 相应职务和机构
以下列出的正省部级、正战区级单位的正职领导均属于省部级正职。部分正省部级单位的常务副职领导高配正部级，一般出现在该单位正职领导高配副国级及以上时。

### 正省部级单位
- 中共中央办公厅
- 中共中央职能部门
- 中共中央办事机构
- 部分中共中央派出机关（中央和国家机关工委、中共中央香港工委、中共中央澳门工委）
- 部分中共中央直属事业单位（中共中央党校、中共中央党史和文献研究院、人民日报社）
- 全国人民代表大会专门委员会
- 全国人大常委会办事机构和部分工作机构
- 国务院办公厅
- 国务院组成部门
- 国务院直属特设机构
- 部分国务院直属机构（中华人民共和国海关总署、国家税务总局、国家市场监督管理总局、国家广播电视总局、国家体育总局、国家金融监督管理总局、中国证券监督管理委员会）
- 国务院办事机构
- 部分国务院直属事业单位（新华通讯社、中国科学院、中国社会科学院、中国工程院、国务院发展研究中心、中央广播电视总台）
- 全国社会保障基金理事会
- 中华全国供销合作总社
- 中国人民政治协商会议全国委员会专门委员会
- 中国人民政治协商会议全国委员会办公厅
- 各民主党派中央机关
- 部分群众团体机关
- 省、自治区、直辖市的中共省级党委、省级人民代表大会、省级人民政府、政协省级委员会

### 正战区级单位
- 中央军事委员会联合参谋部
- 中央军事委员会政治工作部
- 中央军事委员会纪律检查委员会
- 中国人民解放军东部战区
- 中国人民解放军西部战区
- 中国人民解放军南部战区
- 中国人民解放军北部战区
- 中国人民解放军中部战区
- 中国人民解放军陆军
- 中国人民解放军海军
- 中国人民解放军空军
- 中国人民解放军火箭军
- 中国人民武装警察部队

## 待遇

### 住房面积
2001年，国务院机关事务管理局、中共中央直属机关事务管理局发布《在京中央和国家机关部级干部住房制度改革实施意见》、《在京中央和国家机关职工住房面积核定及未达标、超标处理办法》，确定了各职级领导干部的购房补贴标准(按建筑面积计算)。其中，正部级220平方米。

### 公务用车
1994年，根据相关规定，部长级和省长级干部按一人配备专车，现职副部长级和副省长级干部则保证工作用车或相对固定用车，副部长级和副省长级干部离休、退休后享受部长级和省长级待遇的，不配备专车。2004年，国家机关事务管理局印发《中央国家机关公务用车编制和配备标准的规定》，部长级干部配备排气量3.0升（含3.0升）以下、价格45万元以内的轿车，副部长级干部使用排气量3.0升（含3.0升）以下、价格35万元以内的轿车。

### 办公面积
2009年，国家发改委发布《党政机关办公用房建设标准》，规定中央机关正部级、副部级干部办公室分别不能超过每人54平米和每人42平米。

### 差旅
2014年1月6日，财政部发布《中央和国家机关差旅费管理办法》。《办法》规定，部级及相当职务人员出差，乘飞机时可坐头等舱，乘火车时可乘坐软席、动车商务座。住宿时，部级及相当职务人员住普通套间，司局级及以下人员住单间或标准间。